# Eremobina jocasta
Eremobina jocasta är en fjärilsart som beskrevs av Smith 1900. Eremobina jocasta ingår i släktet Eremobina och familjen nattflyn. Inga underarter finns listade i Catalogue of Life.